# Katara (yacht)
Pour les articles homonymes, voir Katara (homonymie).
Le yacht Katara est un des plus grands yachts à moteur de luxe privé du monde, construit en 2010 au chantier Lürssen à Brême en Allemagne sous le nom de projet Crystal.
Il est la propriété de Hamad ben Khalifa Al Thani, ancien émir du Qatar.
L'architecture navale a été conçue par Lürssen Yachts, tandis que le design de l'extérieur a été conçu par Espen Oeino International, et l'intérieur du yacht par Alberto Pinto.
Début 2021, Katara est le vingt-quatrième plus grand yacht du monde, avec une longueur de 124,4 mètres (408,2 pieds).

## Caractéristiques
La coque du Katara est en acier, tandis que sa superstructure est en aluminium, d'une longueur de 124,4 mètres (408,2 pieds) de long pour une largeur de 19,5 m, d'un tirant d'eau de 5,30 m, le tout pour une jauge brute de 7 922 t. Ses ponts-terrasses sont en teck.
Motorisé par 2 moteurs diesel MTU d'une puissance totale de 16 600 ch (12 200 kW), le yacht atteint une vitesse de croisière de 15 nœuds (27,8 km/h) avec une vitesse maximum de 20 nœuds (37 km/h) grâce à 2 hélices.
Le Katara possède les aménagements des yachts de luxe, à savoir de stabilisateurs d'ancrage, d'un jacuzzi sur le pont arrière, d'une piscine, d'une salle de sport, d'un spa mais aussi d'une hélisurface pour recevoir un hélicoptère Eurocopter EC-155.

### Sources
- Katara , sur Charterworld.com